# Libélula Viblandi
Die Libélula Viblandi (auch bekannt als Libélula española (dt.: spanische Libelle)) war einer der ersten in Spanien patentierten Hubschrauber mit Koaxialrotorantrieb.

## Geschichte
Der Hubschrauber Libélula Viblandi wurde Anfang des 20. Jahrhunderts vom spanischen Ingenieur Federico Cantero Villamil entwickelt. Villamil studierte den außergewöhnlichen Flugapparat der Libellen in der Natur. Er hatte sich zum Ziel gesetzt, diese Fähigkeiten des natürlichen Vorbildes mit ihren beiden Flügelpaaren, die sich unabhängig voneinander bewegen können, in einen mechanischen Flugapparat zu übernehmen. Er war fasziniert von dem abrupten Richtungswechsel der Libellen, die sogar in der Luft stehen bleiben und rückwärts fliegen können. Er begann seine Experimente mit „gegenläufig rotierenden Flügeln“ in Zamora im Jahr 1908, und zwei Jahre später wurde das erste Verfahren patentiert.
Der erste Hubschrauber von Villamil flog 1924. Es war ein Helikopter mit Dreiblattrotor und einem Heckrotor.
Weitere Patente auf Propeller und gegenläufige Rotorblattsysteme wurden zwischen 1912 und 1936 beim Oficina española de patentes y marcas von Federico Cantero Villamil eingereicht. In Folge der vorausgegangenen Versuche und Prototypen begann Federico Cantero Villamil die Version der Libélula Viblandi im Jahr 1929 zu konstruieren. Das Akronym VIBLANDI entstand aus den Namen der Beteiligten Federico Cantero Villamil, Pedro Blanco Pedraza, ein junger Student der Luftfahrttechnik und dem Besitzer der mechanischen Werkstatt Antonio Díaz.
Der Antrieb der Libélula Viblandi bestand aus einer Rotor-Anordnung von zwei gegenläufig drehende Hauptrotoren, die übereinander in einer Drehachse angeordnet waren. Getriebe und Motor waren unterhalb der Zelle angeordnet. Erstflug war Anfang 1930.

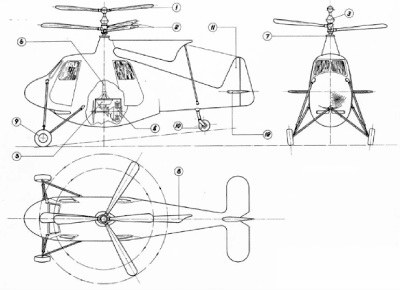
Zeichnung von 3 Ansichten der Libélula Viblandi.

Im Juli 1936, als der spanische Bürgerkrieg begann, wurde die geplante Serienfertigung des Hubschraubers bis 1940 unterbrochen. Im September 1941 war der zweite Hubschrauber mit Koaxialrotorantrieb fertiggestellt und im Oktober 1941 wurden Testflüge mit der neuen Version durchgeführt. Die Testergebnisse sind jedoch heute nicht mehr ausreichend zu belegen. 1946 verstarb Federico Cantero Villamil an einem unbekannten Ort und der weitere Bau von Hubschraubern nach dem Prinzip von Villamil wurde eingestellt. Insgesamt hatte Federico Cantero Villamil 33 Patente im Laufe der Entwicklungszeit zur Libélula Viblandi bis zu  seinem Tode angemeldet.
1953 flog dann der erste Serienhubschrauber mit der Typenbezeichnung Kamow Ka-15 mit zwei gegenläufigen Hauptrotoren.